# Ораниенбаум-Вёрлиц

Расположение Ораниенбаума-Вёрлица в районе Виттенберг земли Саксония-Анхальт

Ораниенбаум-Вёрлиц (нем. Oranienbaum-Wörlitz) — город в Германии, образованный 1 января 2011 года путём слияния муниципалитетов Ораниенбаум, Вёрлиц, Брандхорст, Горау, Гризен, Хорстдорф, Какау, Резен, Ризигк и Фоккероде. Расположен в районе Виттенберг земли Саксония-Анхальт.

## География
Ораниенбаум-Вёрлиц расположен преимущественно в Среднеэльбском биосферном заповеднике к югу от Эльбы.
Город лежит на туристическом маршруте Оранье-Рут. К югу раскинулись широкие сосновые леса — северные предгорья Дюбенер-Хайде.
К северу от города находится Косвиг, к северо-востоку — Виттенберг, к востоку — Кемберг, к югу — Грефенхайнихен и к западу — внерайонный город Дессау-Рослау.

## Административное деление
Районы Ораниенбаум-Вёрлиц:
| - Брандхорст - Горау - Гольтевиц | - Гризен - Хорстдорф - Какау | - Капен - Ораниенбаум - Резен | - Ризигк - Фоккероде - Вёрлиц |

## Население
| Год  | Число жителей |
| ---- | ------------- |
| 2011 | 8.630         |
| 2015 | 8.980         |
| 2020 | 8.206         |
| 2021 | 8.063         |
| 2022 | 8.067         |
| 2023 | 8.065         |

По состоянию на 31 декабря соответствующего года.
Информация Государственного статистического управления Саксонии-Анхальт.

## Политика

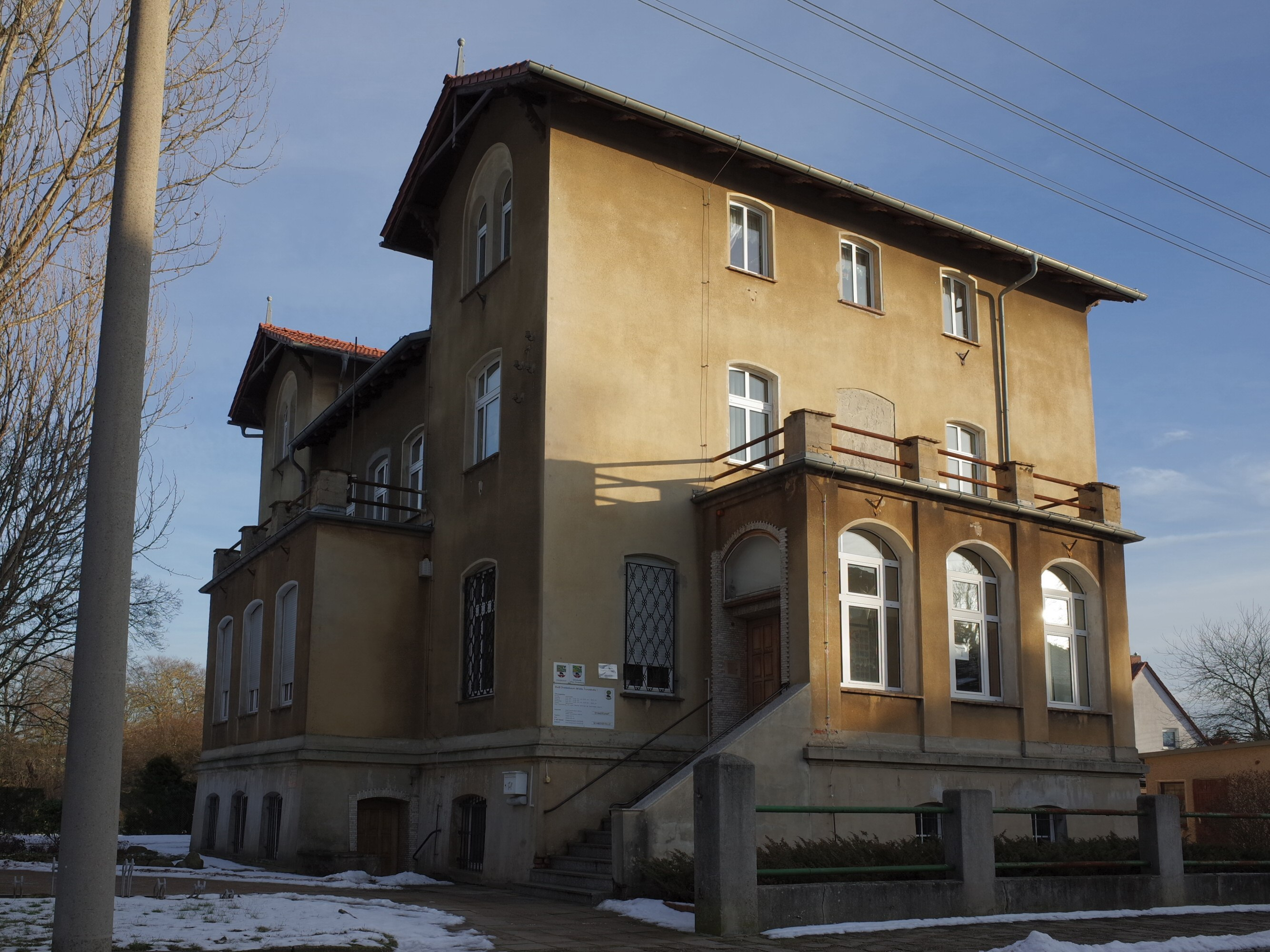
Ратуша Ораниенбаума, административный центр города Ораниенбаум-Вёрлиц.

### Городской совет
Городской совет Ораниенбаум-Вёрлица состоит из 18 членов городского совета. Местные выборы 9 июня 2024 г. привели к следующему результату при явке избирателей 67,8%:
| Партия / Группа избирателей    | Доля голосов 2019 | Число мест 2019 |  | Доля голосов 2024 | Число мест 2024 |
| ------------------------------ | ----------------- | --------------- |  | ----------------- | --------------- |
| ХДС                            | 30,8 %            | 6               |  | 34,4 %            | 7               |
| АдГ                            | 14,4 %            | 3               |  | 26,3 %            | 3               |
| Современный и прозрачный (MUT) | 06,9 %            | 1               |  | 16,4 %            | 3               |
| СДПГ                           | 16,7 %            | 3               |  | 11,9 %            | 3               |
| Левая партия                   | 11,1 %            | 2               |  | 09,1 %            | 2               |
| СвДП                           | 02,1 %            | 1               |  | 01,9 %            | –               |
| Свободные избиратели           | 17,9 %            | 4               |  | –                 | –               |
| Всего                          | 100 %             | 20              |  | 100 %             | 18              |

На выборах 2024 года у АдГ было пять мест, два из которых остаются вакантными согласно статье 39 (6) Закона о местных выборах в Саксонии-Анхальт, поскольку партия выдвинула только трёх кандидатов.

## Достопримечательности
- Вёрлицкий парк[нем.]
- Дворец Ораниенбаум
- Парковое королевство Дессау-Вёрлиц